# Kyosuke Narita
Kyosuke Narita (成田 恭輔 Narita Kyosuke?), född 2 maj 1992 i Shizuoka prefektur, är en japansk fotbollsspelare.
Narita började sin karriär 2015 i SC Sagamihara. Han spelade 24 ligamatcher för klubben. Han avslutade karriären 2016.